# Johannes Gerhardus Strijdom
Johannes Gerhardus Strijdom (az afrikaans írásmód szerint Strydomnak is írják; Willowmore, Fokföld, 1893. július 14. – Fokváros, 1958. augusztus 24.), más néven Hans Strijdom. Dél-Afrika ötödik miniszterelnöke volt 1954. november 30-tól 1958. augusztus 24-én bekövetkezett haláláig.  Strijdom "megalkuvást nem ismerő" afrikáner nacionalista, valamint a Nemzeti Párt (NP) legnagyobb, baasskap (fehér felsőbbrendű) frakciójának tagja volt. Szélsőségesebb apartheid politikát kívánt megvalósítani mint elődje, Daniel Malan, viszont ugyanúgy támogatta a Dél-afrikai Unió kilépést a Brit Birodalom "hatásköréből".
Erőteljes és nyílt, nem köntörfalazó beszédei miatt az "Észak oroszlánja" vagy "Waterberg oroszlánja"-ként emlegették .
Bár nem élte meg az 1961-es népszavazást, amely után a Dél-afrikai Unió köztársasággá alakult, rengeteg fontos előkészületet tett ennek a politikai változásnak a biztonságos lebonyolításához. Keményen dolgozó politikus volt, akit kortársai szerint a túlzott munka, a túlhajszolás vitt sírba. 

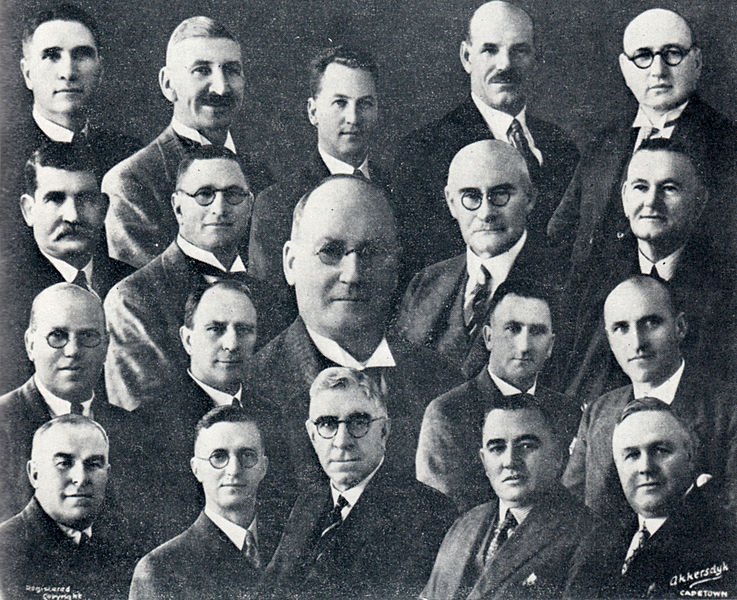
A Megtisztított Nemzeti Párt alapító tagjai, Strijdom alulról jobbról a második sorban a második

Egyesek a halála után bibliai Mózesként írták le Strijdomot, aki láthatta az ígéret földjét (a független köztársaságot), de már nem léphetett be oda.

## Fiatalkora
Strijdom a Klipfontein családi farmon született Willowmore közelében, Fokföldön. Apja Petrus Strijdom elismert farmer volt Baviaanskloofban, ahol Strijdom született. Apjának három farmja volt, amelyek közül a fő farm a Sandvlakte volt, ahol a helyi iskola, templom és bolt is épült. Továbbá Petrus Strijdomnek vállalkozásai és üzletei voltak egészen a Gamtoos-völgyig. Többek között még  páviánprémet is árult, cipőket és szappant gyártott.
Strijdom később a Transvaal állambeli Nylstroomban telepedett le. Erős kötődése alakult ki ezzel a területtel és annak népével, így az afrikánerek helyi közösségének vezetője lett. 1929-ben Strijdomot a Hertzog által vezetett Nemzeti Párt (NP) képviseletében Waterberg képviselőjének megválasztották a képviselőházba. Strijdom az NP vezetője lett Transvaalban, Dél-Afrika messze a legfontosabb tartományában, és mint ilyen, erős hatalmi bázist tudott maga köré építeni.
Miután a Nemzeti Párt J.B.M. Hertzog vezetésével egyesült Jan Smuts tábornok Dél-afrikai Pártjával, és megalakították az Egyesült Pártot (UP), Strijdom a Gesuiwerde Nasionale Party (Tisztított Nemzeti Párt), a Nemzeti Párt szakadár frakciójának tagja lett. Ami a  '30-as évek végére, után (Újraegyesült) Nemzeti Párt néven vált ismertté D. F. Malan vezetésével. Malan, Strijdom és követőik nem bíztak Smutsban, és ellenezték britbarát politikáját. A Nemzeti Párt képviselőinek többsége Hertzog mellett maradt, de Strijdom lojális volt Malanhoz, ő volt az egyetlen transvaali képviselő, aki támogatta Malan eszméit.

## Tanulmányai

### Általános és középiskolai évei
Strijdom általános iskolai tanulmányait Willowmore-ban kezdte, középiskolai tanulmányait pedig Franschhoekben fejezte be. A szülei otthona melletti Franschhoek iskola volt az első jelentős, számára "ideológiaformáló" közösség, ahol állítólag olyan erős hazafias szellem uralkodott, hogy  a hatóságok részéről többször panaszok hangzottak el a Nagy-Britanniával szembeni "hűtlenségről" és a brit uralommal való "szembefordulásról". Strijdom iskolájának igazgatója, Gabriel Cillié később mint oktatásfilozófus lett ismeretes. Diáktársai között volt többek között J.G. Carinus, akiből később Fokföld adminisztrátora lett,   S. H. Pellissier, hollandiai nagykövet és a Rádiótanács elnöke, az Afrikaans Volksang en Volkspelebeweging  vezetője és alapítója is.

### Egyetemi évei
Strijdom 1909-ben érettségizett, és a következő évben a Victoria College hallgatója lett (1918-tól a Stellenbosch Egyetem). A mezőgazdasági képzés hiánya miatt, amely lehetővé tette volna számára, hogy gazdálkodjon, inkább úgy döntött, hogy a nyelvtudományoknak szenteli egyetemi éveit, mivelhogy az iskolában latinból és görögből kiválóan teljesített. A főiskolán aktív tagja volt az Afrikaanse Taalvereniging vita- és filozófiai egyesületnek, emellett lelkesen sportolt is,  rögbizett és teniszezett. Kortársai és diákkori barátai között ott volt Nicolaas van der Merwe, Petrus Le Roux, Micheil Botha, Henry de Villiers bíró, A. Stegmann és Jack Pauw akik rengeteget segítettek Strijdomnak a politikai karrierje kezdetén.
Stellenboschban Strijdom, mint szorgalmas hazafi tűnt ki társai közül, amikor az egyetemre bekerült azonnal csatlakozott a diákközösség azon részéhez, amely az angol nyelv háttérbe szorítását, az afrikaans hivatalossá tételét, és Dél-Afrika domíniumi státuszát eltörlését kívánták.

## Az első világháborúban
Miután 1912-ben, 18 évesen megszerezte a BA fokozatot, Strijdom minden ismerőse és barátja meglepetésére visszatér "kedvenc" elfoglaltságához, a gazdálkodáshoz. Apjával és legidősebb testvérével, Matthyssal együtt gazdálkodtak és struccokat neveltek a Sandvlakte családi farmon, Willowmore kerületben, ezt a tevékenységet  a strucctoll piac 1914-es, az első világháború kitörése után bekövetkező összeomlása miatt abbahagyták.
Ezt követően Strijdom Pretoriába ment, és a neki felajánlott közszolgálati állást azonnal elfogadta Ezt valószínűleg azért tette, mert akkoriban végzettségével nagyon kevés esélye lett volna gyorsan munkát szerezni. Vallásos-konzervatív afrikánerként, Strijdom rokonszenvezett az 1914-es ellenállási mozgalommal, de 1914-ben behívták sorkatonai szolgálatra, így nem tudott sehogy sem "részt venni" a felkelésben. Viszont behívása után nem adták meg neki a lehetőséget a harcra, ezért saját kérésére besorozták a Dél-afrikai Egészségügyi Hadi Csoportba, amit Német Délnyugat-afrika-i Védelmi Erők ellen vetettek be a mai Namíbia területén. Itt szemtanúja volt a németek teljes vereségének. A Helgaardt Scouts "felvette" tagjainak sorába, ahol Strijdom tizedesi rangot ért el. 
Második felesége, Susan Strijdom így foglalta össze életének ezt a fejezetét 15 évvel férje halála után: "Csak néhány hónapig volt ott, mert annak idején De la Rey tábornok meghalt a johannesburgi Booysensben. Hivatalosan balesetként jegyezték fel az esetet, miszerint a hírhedt Foster banda lövöldözése közben egy golyó véletlenül eltalálta. Erről Hans másként gondolkodott, szerinte a Beyers tábornokhoz igyekvő De La Rey-t meggyilkolták. Hans-t a kortársai a legtöbben elkerülték és figyelmen kívül hagyták a nézetei miatt. Senki nem terelgette őt életútja során, és senki nem adott neki munkát. És ez így ment még egy jó darabig, egészen addig, amíg Hans egy ügyvédi irodájában hivatalnokként el nem kezdett dolgozni."

## Apartheid
A Nemzeti Párt 1948-as győzelme után, amelyet az apartheid avagy az etnikai szegregáció és a fehér kisebbségi uralom szigorú programjának lebonyolítása során nyert meg a párt, Malan Dél-Afrika miniszterelnöke, Strijdom pedig mezőgazdasági és öntözési miniszter lett. Strijdom nem volt annyira elégedett a pozíciójával, bár szeretett gazdálkodni. Malan adta neki ezt a pozíciót, mert sem felesége, és idővel már ő sem nézte nagyon jó szemmel Strijdom ténykedését, ezért amikor Malan halálos beteg lett, mindent megtett annak érdekében, hogy a mérsékeltebb Nicolaas Havenga váltsa őt a miniszterelnöki székben, ne pedig Strijdom.

### Miniszterelnöksége
1954. november 30-án Malan lemondása után, az előbbi akarata ellenére Strijdomot a Nemzeti Párt vezetőjévé, így Dél-Afrika miniszterelnökévé választották,  habár Malan a mérsékeltebb Havengát, pénzügyminisztert jelölte ki utódjának. Strijdom azonban népszerűbb volt az NP-párt tagjai körében, és a választók bíztak benne, hogy zökkenőmentesen viszi előre a köztársasággá alakulás lehetőségét. Strijdom miniszterelnöksége alatt megkezdte a brit monarchiával való kapcsolatok megszakítását célzó lépéseket, és tovább segítette az afrikánerek felemelkedését Dél-Afrikában, miközben megerősítette az apartheid politikáját, többek között a népcsoporti-területek fejlesztési törvénye révén.
Ami a faji politikát illeti, erősen hitt a fehér kisebbség, és így az afrikáner uralom fenntartásában azáltal, hogy eltávolították a kevert etnikumú (Kleuringe) szavazókat a közös szavazói névjegyzékből, és külön színes szavazói névjegyzéket vettek fel, amely külön (fehér) képviselőket választ. Ezt még Malan kezdeményezte, de nem tudta elfogadtatni az Alsóházzal, de így is csak 1960-ban, Strijdom utódja, Verwoerd vezetése alatt valósult meg.  A Szabadság Chartában érintett 156 aktivista, paramilitáris személy és terrorista (köztük Nelson Mandela) meghosszabbított hazaárulási pere Strijdom hivatali ideje alatt történt. Az 1958-as általános választások során sikerült tovább növelnie az NP parlamenti mandátumait.  Kormányzása alatt megszakította a diplomáciai kapcsolatokat a Szovjetunióval is. A szuezi válság geopolitikai győzelmet aratott, mivel a háború sújtotta Szuezi-szoroson való áthaladás megszakítása a nyugati olajszállítást a Jóreménység-foktól és így a Dél-afrikai Haditengerészet jóindulatától tette függővé, ami Dél-Afrikának csak kedvezettt.

## Halála
Az 1958-as választás után az új Parlament kezdőülésén újra hivatalban volt, és elmondta utolsó, de rendkívül erőteljes, másfél órás beszédét egy bizalmatlansági szavazás során. Egyesek szerint a régi tűz újra "szétáradt benne" amikor a köztársasági kérdésről beszélt, és kijelentette: "Előre menetelünk végső célunk, a köztársaság felé." Néhány nap múlva ismét lebetegedett. Karbunkulust kapott az orrában, és hivatalos lakhelyén a Groot Schuurban megkezdték a kezelését. Nem sokkal ezután érkezett egy bejelentés, hogy szívbillentyű-sérülés miatt ágyban kellett maradnia, és eltiltották bármilyen fajta lelkileg és testileg megeröltető munkától. Mivel állapota rohamosan romlott átszállították a fokvárosi Volkshospitalba.
Férje utolsó napjairól Susan Strijdom így írt 15 évvel később: "Hans életének utolsó heteiben, 1958 augusztusában én is kórházba kerültem. Emlékszem, hogyan bántak velem az orvosok és a nővérek a halála előtti harmadik napon. Segítettek lábra állni, mert annyira szeretett volna látni. Az orvosok úgy gondolták, hogy ha a saját lábamon állok előtte, az felvidítaná. Rettenetesen izgatott volt, amikor odaálltam elé.,  Habár tudtam, hogy az ereje hanyatlóban volt, de még így is, hogy a halálos ágyán küzdött az életéért, jobban nézett ki mint valaha, szinte sugárzott.
"Hans sosem volt egy érzelmeit teljesen kimutató ember, de abban a pillanatban ahogy ránéztem, szikrázó kék szemei megteltek élettel és szeretettel.  A következő két napon, pénteken és szombaton szinte állandóan kómában volt. Szombat éjszaka megkérdeztem Dr. van Zyl-t hogy kívánhatok-e Hansnak jó éjszakát, mire ő azonnal azt mondta: „persze.” Amikor jóéjszakát kívánta neki, és felálltam az ágya mellől, egy alig hallható, halvány 'viszlát' volt a válasza. Ez volt az utolsó szava hozzám, ez mindig velem marad –  ", de tudtam, ez nem búcsú volt hanem csak egy 'viszlát', halhatatlan szelleme mindig itt lesz velünk, népével és hazájával, amelyet oly szenvedélyesen szeretett és oly önzetlenül szolgált."
Strijdom maradványait a fokvárosi Groote Kerkben tartott temetési szertartás után átszállították Pretoriába. 1958. augusztus 30-án körülbelül 10 000 ember vett részt az Uniegebou-ban tartott temetésen, majd Strijdomot egy régi temetőben, a Heroes' Acre-ben helyezték örök nyugalomra. Házastársa és két gyermeke, Johannes Gerhardus és Estelle túlélte Strijdomot. Feleségét, Susan Strijdomot 1999-ben temették el férje mellé.
Halálának oka rákos megbetegedés volt, amit nem sokkal az 1958-as választások előtt fedeztek fel nála

Strijdom utódja Hendrik Verwoerd lett a Nemzeti Párt élén, biztosítva a radikális frakció teljes térnyerését és a Nagy-Britanniával való végleges szakítást: az Unió 1961-es felszámolását.

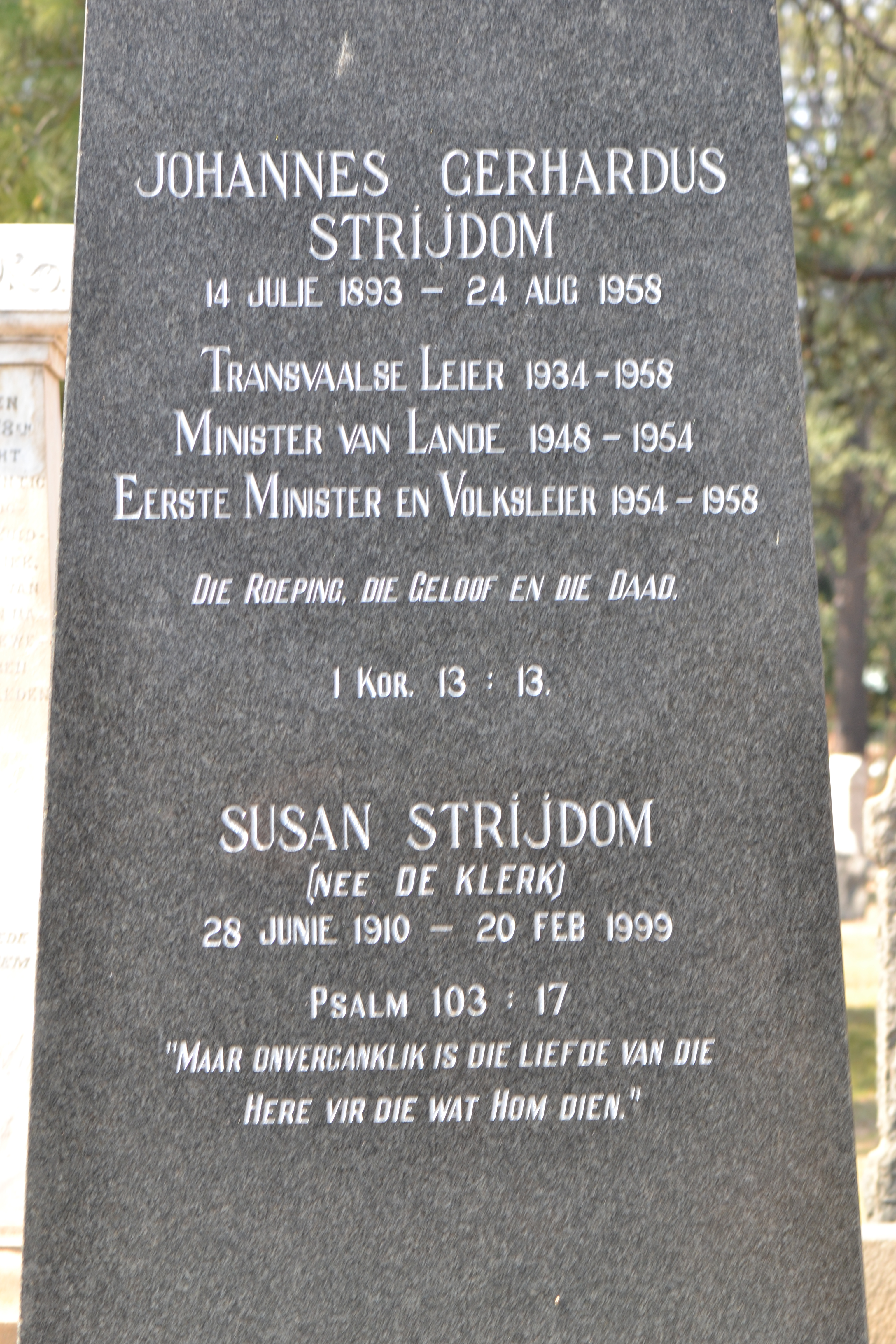
A sírja

## Öröksége
Dél-Afrikában még mindig vannak Strijdomnak szentelt emlékművek. Pretoria központjában megtalálható egy mellszobor, ami őt ábrázolja, ez az építmény 2001-ben összeomlott, és két ember megsérült az incidens során.
2012-ben Pretoria városa 27 utcát nevezett át, beleértve a Strijdomról elnevezett utcákat is. A modimollei háza (korábban Nylstroom-ház) ma múzeum, amely az összeomlott mellszobor egyes részeit is őrzi.
Johannesburgban van egy külváros és egy utca, amelyet Strijdomról neveztek el, az  egyik a Malibongwe Drive.
Weltevredenparkban, Roodepoort külvárosában van egy JG Strijdom Road nevű utca. Randburgnak is rendelkezik egy Strijdompark nevű üzleti negyeddel.
A johannesburgi Hillbrow-torony hivatalosan a J.G. Strijdom-torony nevet viselte 1995-ig, amikor is átnevezték Telkom Hillbrow Towerre.

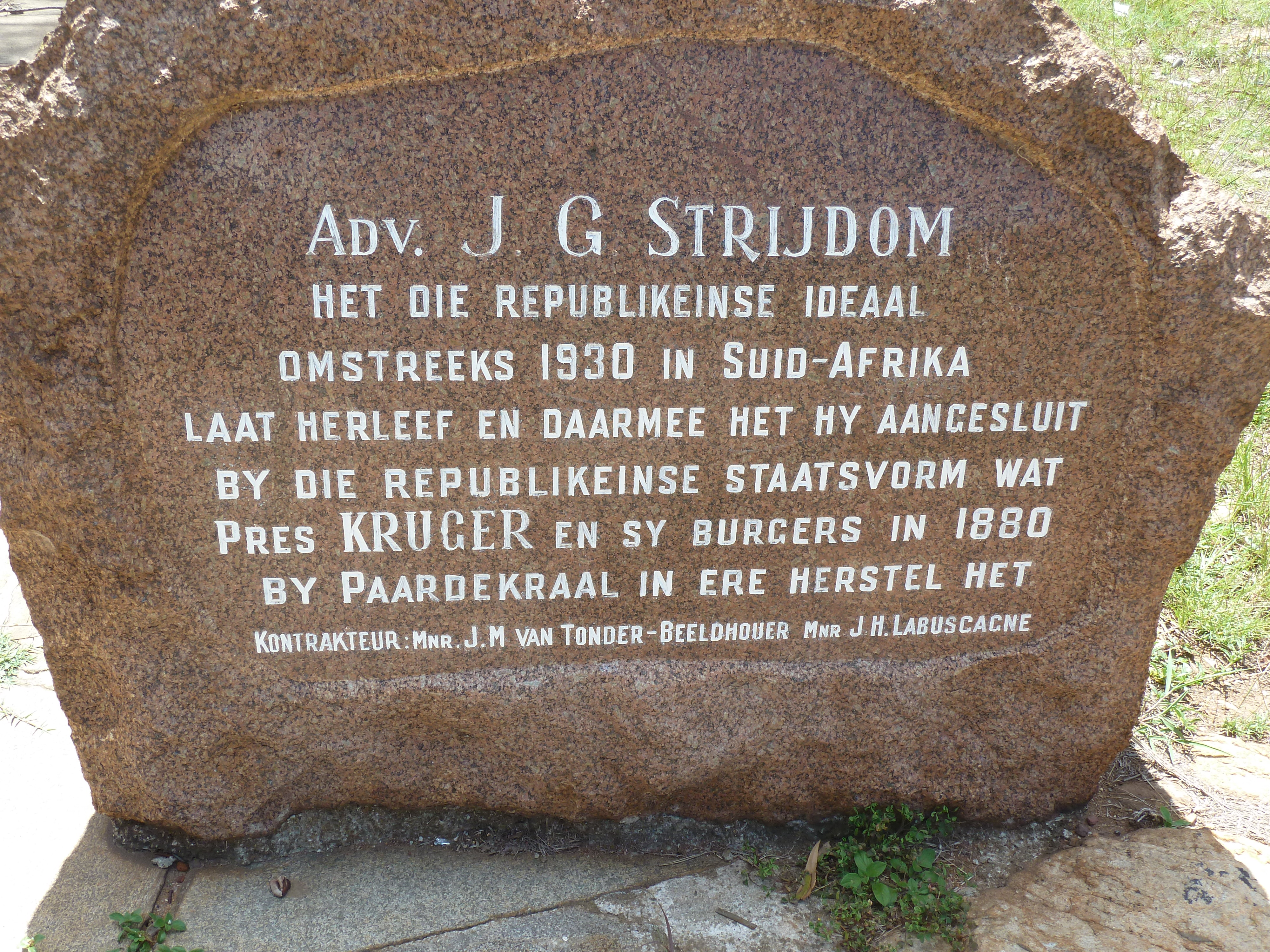
Krugersdorp-i síremléke

Windhoekben, majd Délnyugat-Afrikában a fő repülőtér J.G. Strijdom repülőtér néven futott az 1965-ös megnyitását követően. Miután az ország 1990-ben Namíbiaként függetlenné vált, a Hosea Kutako Nemzetközi Repülőtér nevet kapta. A J.G Strijdom Tunnel egy Leboeng nevű falu melletti alagút, amit még róla neveztek el.

## Megítélése

### Van Rensburg véleménye Strijdomről
A.P.J. Van Rensburg a Suid-Afrikaanse Biografiese Woordeboekban azt írja, Strijdom nagy erénye az volt, hogy "hiába lett politikus, mindig ember maradt; jóindulatú, megközelíthető és szeretettel teli. Őszintesége közismert volt: egyszer megtagadta hogy állami pénzből számára szállítást biztosítsanak. A Pretoriai Egyetem 1952-ben államigazgatási doktori fokozattal tüntette ki „országunk politikai és kulturális fejlődéséhez való hozzájárulásáért”, de továbbra sem volt hajlandó a dr. megszólítást felvenni vagy elfogadni.
A dél-afrikai politikusok közül valószínűleg Strijdom tartotta a legtöbb beszédet. Van Rensburg ezt írja: "Folyékonyan, szünet nélkül beszélt, zseniális volt a logikájában, nem tömör de mindig hatásos. Olyan tűzzel és lelkesedéssel beszélt, ami akarva-akaratlan bárkit, aki őt hallgatta, fellelkesített. Emberek sereglettek találkozóira, és már élete során páratlan hősimádat vette körül. A Volksraadban a politikai hőmérséklet akkor volt a legemelkedettebb, amikor ő beszélt, a technikája az arcjátékkal és kézmozdulatokkal tarkított, erőteljes beszéd volt.  Néha nyers volt, de sosem személyeskedett, beszédjeiben gyakran éreztette türelmetlenségét."
Van Rensburg úgy véli, hogy Strijdom mindenki másnál jobban „összekötötte az afrikáner népet a búr köztársasági örökségével, és egyetlen politikai végső célként mutatta azt be. Az 1930-as években északon felélesztette az akkoriban kevéssé életképes republikanizmust, és mozgósította annak látens erőit. Minden győzelemmel egyre tisztábban látta a köztársaság eljövetelét. Így joggal mondhatjuk, hogy ő a Dél-afrikai Köztársaság egyik építésze. Ő és Hertzog gyakran különbözött politikai nézeteiket, módszereket és elveket illetően. Mindazonáltal Hertzog és Strijdom is a maga módján segítettek parlamentünk és így országunk szuverenitásának érvényesítésében. A westminsteri statútum révén Hertzognak sikerült minden kétség fölé helyeznie a Dél-afrikai Parlament függetlenségét, míg Strijdom a bíróságokkal folytatott harcában megerősítette parlamentünk hazai szuverenitását."
Van Rensburg is dicséri Strijdomot a Nemzeti Párt politikájához való hozzájárulásáért: "A párt egységessége és fegyelmezettsége ebben a tartományban valóban egy lassú, belső növekedés eredménye, amelyben Strijdom jelentős szerepet játszott. Az NP-re olyan politikai örökséget hagyott, amely jól kezelt és jelentősen megerősödött a Malantól való átvétel óta. Külső erőben és belső egységben a párt minden eddiginél, talán fénypontján állt Strijdom halálakor. Pártvezetői sikereit állhatatossága mellett tüzének, ékesszólásának, meggyőződésének, kifogástalan őszinteségének és több más erényének is köszönhette. annak megértése, hogy egy politikai mozgalom csak akkor sikeres, ha a népakarat kifejezése a gyakorlati elérhetőségen belülre esik. Nem hagyott maga után semmilyen konkrét életfilozófiát vagy a politikai nézeteinek szisztematikus kifejtését. Így, a sok beszédéből kellett kikövetkeztetni, hogy az egyszerű, de szorgalmas parasztgazdából, lelkesedéssel és lendülettel teli politikai vezető formálódott. Gondolkodásának vezérfonala mindig az afrikaans nyelven és angolul beszélők közötti kapcsolat volt így az afrikánerek nyelvi jogai a fehérek uralmát saját területükön és Dél-Afrika gazdasági függetlenségét kívánta elérni. Mindennek egy végcélhoz kellett vezetnie: egy szuverén, Dél-afrikai Köztársasághoz. ”
Van Rensburg úgy írja le a Strijdomot, mint „erős testfelépítésű, közepesen magas, göndör barna hajú erőteljese megjelenésű férfi. Fiatal korában szerette az amatőr színházat és a rögbit – volt csapatkapitány egy klubcsapatban és egy pretoriai csapatban is. Mindig egyszerűen, de ízlésesen öltözködött. Kutató kék szeme elszántságról tanúskodott, és összességében tekintélyes figura volt. Nem dohányzott és ritkán fogyasztott alkoholt. Nem tudott könnyen elaludni, és ha megtette akkor sem pihent sokáig, már jóval napkelte előtt az íróasztalánál ült és dolgozott. Strijdom kiváló családapa volt, és mélyen vallásos ”

### Abraham véleménye Strijdomről
J.H. Abraham, a xhosa nép egységéért felelős akkori főbiztos 1973-ban azt írta, hogy Strijdom „megingathatatlan őszintesége” volt a legfőbb jellemzője. "Az az őszinteség, amellyel egész életéhez, de különösen a nemzeti ügyekhez közeledett, egyedülálló helyet biztosított számára az afrikáner nép vezetői között. Ezt természetesen nem a többi vezető nagyszerűségének rovására gondolom, csak Strijdomnek van személyisége, olyan sajátos tulajdonságai, amelyekkel a nép megbízható vezetőjévé vált. A nép hitt és bízott benne, mert minden kérdést, ami az emberek életében felmerült, abszolút egyszerű őszinteséggel és igazsággal közelített meg. Hans Strijdom nem egy kitérésekre hajlamos, ígérgető és meghunyászkodó politikus volt, ő megértette, hogy amit a politikájában megfogalmaz, amilyen ígéreteket tesz, azt tetteiben is meg kell valósítania. Nem ismerte a kompromisszumot, vallotta, hogy 'minden alkalom, amikor kompromisszumot kell kötni, a néped, akit egy egészként vezetsz megszűnik egységesnek lenni, csak úgy válhatsz igazi vezetővé, ha holnap és holnapután úgy merítesz lelked legmélyéről erőt, és jószándékot, ahogy azt tegnap és tegnapelőtt már megtetted.' És ezen túlmenően az a tény, hogy ez a lelkes apa, akit ellenfelei és az újságok gyakran „észak vademberének, a vademberek vezérének” neveztek, valójában egy megértő, és jólelkű ember volt, aki tudta, mire van szüksége népének, híveinek és barátainak"
"Vannak, akik dühödt, agresszív embernek írták le, mások kérlelhetetlennek és barátságtalannak tartották. Mások azt mondták, hogy afrikánerként arrogánsan öntörvényű volt. Hogy mekkorát tévedtek! Ez az ember, Hans Strijdom tele volt szeretettel, aki saját jóléte, saját kényelme rovására tettre készen áll, ő, aki valójában nem volt más, mint népe készséges és szerető szolgája. Halálakor családja, kabinetminiszterei és barátai összegyűltek egy szállodai szobában és együtt gyászolták néhai vezetőnket, ott sírtak a keményvonalas politikusok, akiknek bőven volt már élettapasztalatuk. Később a nap folyamán a Parlament egyik folyosóján sétáltunk. Láttam, hogy néhány képviselő arcán zúdulnak le a könnyek, ezek az emberek nagyrészt az ő politikai ellenfelei voltak. Strijdom halálával egy korszak ért véget, de élete továbbra is inspirációt jelent népünk számára, Strijdom személyisége, mint az őszinteség és hűség mintapéldája pedig nemes trombitaszóként maradt ránk, amely még korszakokon át fog visszhangzani, szakadatlanul."

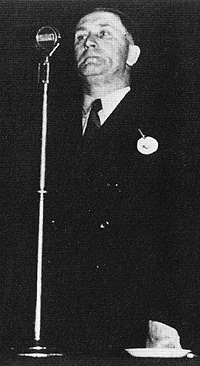
Strijdom beszédet tart

### Haig véleménye Strijdomről
Scott Haig, egy angol nyelvű újságíró egyszer azt írta, hogy "miniszterelnökként Strijdomnak az volt a sorsa, hogy áthidalja a régi és az új diszpenzációt. A tábornokok fél évszázada és Malan, az őt megelőzően regnáló miniszterelnök után Strijdom végül lezárt egy komor korszakot, és egy új fejezetet nyitott a dél-afrikai politikában, amelyet Verwoerd az utódja továbbgondolt, amikor az afrikaans és angol ajkúak közötti régi harc és viták a köztársasággá válásról, természetes halált haltak, és a nemzetépítés folyamata (legalábbis ami a fehéreket illeti), amelyről Strijdom csak jósolni tudott, végül beteljesedett, és fejlődésnek indult."

### Krüger professzor véleménye Strijdomről
D.W. Krüger professzor azt írta: "Strijdom szinte legendás alakja volt a transvaali politikának. Ő volt az egyetlen országos parlamenti képviselő a tartományban, aki 1934-ben nem volt hajlandó Hertzogot követni a Smuts-féle Egyesült Pártba. A Nemzeti Párt transvaali Tagozatának újjáépítése nagyrészt az ő feladata volt, és egy időben ő tartotta életben a köztársasági eszményt is, amikor a legtöbb nacionalista hajlott az 1934-es státusztörvényben meghatározott alkotmányos viszony folytatására Nagy-Britanniával. Nagyrészt az ő erőfeszítéseinek volt köszönhető, hogy 1934-ben a Nemzeti Párt transvaali Tagozata hivatalosan is elfogadta a köztársasági záradékot. Ő volt az, aki Malant és a Nemzeti Párt fokföldi Tagozatát meggyőzte arról, hogy kövessék példájukat. Strijdom Malannal együtt volt a vezető szellem a kizárólagos afrikánerség újjáélesztésében 1934-ben. Az általa gyakran hirdetett „fehér felsőbbség” vagy „fehér uralom” politikájának sok támogatója volt, különösen Transvaalban, ahol személy szerint is rendkívül népszerű volt. Halálával Dél-Afrika egyik legerősebb politikai személyisége tűnt el a közélet színteréről."

## Fordítás
- Ez a szócikk részben vagy egészben  a   JG Strijdom című angol Wikipédia-szócikk ezen változatának fordításán alapul.  Az eredeti cikk szerkesztőit annak laptörténete sorolja fel. Ez a jelzés csupán a megfogalmazás eredetét és a szerzői jogokat jelzi, nem szolgál a cikkben szereplő információk forrásmegjelöléseként.
- Ez a szócikk részben vagy egészben  a   JG Strijdom című afrikaans Wikipédia-szócikk ezen változatának fordításán alapul.  Az eredeti cikk szerkesztőit annak laptörténete sorolja fel. Ez a jelzés csupán a megfogalmazás eredetét és a szerzői jogokat jelzi, nem szolgál a cikkben szereplő információk forrásmegjelöléseként.